# أيغويلي ديس أنغرونيتيس
أيغويلي ديس أنغرونيتيس (بالإنجليزية: Aiguille des Angroniettes)‏ هو أحد جبال سلسلة جبال الألب بينيني وجزء من القمة الأم يقع في كانتون فاليز، سويسرا. يبلغ ارتفاع الجبل حوالي 2885 متر، بينما يبلغ ارتفاع نتوء الجبل 38 متر.